# Hrant Szahinian
Hrant Szahinian (orm. Հրանտ Շահինյան, ur. 30 lipca 1923 w miejscowości Gjulagarak, zm. 29 maja 1998 w Erywaniu) – radziecki gimnastyk (Ormianin). Medalista olimpijski z Helsinek.
Startował na olimpiadzie w Helsinkach (w wieku 28 lat) i wywalczył cztery medale: po dwa złote i srebrne. W 1954 był medalistą mistrzostw świata, zwyciężył m.in. w ćwiczeniach na koniu z łękami.

## Sukcesy
| Rok  | Zawody               | Miasto   | Miejsce | Konkurencja            |
| ---- | -------------------- | -------- | ------- | ---------------------- |
| 1952 | Igrzyska olimpijskie | Helsinki | 1       | Wielobój drużynowo     |
| 1952 | Igrzyska olimpijskie | Helsinki | 1       | Kółka                  |
| 1952 | Igrzyska olimpijskie | Helsinki | 2       | Wielobój indywidualnie |
| 1952 | Igrzyska olimpijskie | Helsinki | 2       | Koń z łękami           |
| 1954 | Mistrzostwa świata   | Rzym     | 1       | Koń z łękami           |
| 1954 | Mistrzostwa świata   | Rzym     | 1       | Wielobój drużynowo     |
| 1954 | Mistrzostwa świata   | Rzym     | 3       | Wielobój indywidualny  |

## Odznaczenia
- Order Wojny Ojczyźnianej II klasy (6 listopada 1985)
- Order Czerwonego Sztandaru Pracy (27 kwietnia 1957)
- Order „Znak Honoru” (1968)
- Medal „Za Odwagę” (24 września 1966)
- Medal „Za pracowniczą dzielność” (26 września 1960)
- Medal „Za obronę Kaukazu” (26 lipca 1945)
- Zasłużony Mistrz Sportu ZSRR (1952)